# Miss Congo (RDC)
Pour les articles homonymes, voir Miss.
Ne doit pas être confondu avec Miss Congo (RC).
Miss Congo ou Miss République démocratique du Congo est un concours de beauté organisé en République démocratique du Congo. Le concours s'appelait Miss Zaïre de 1971 à 1997. En 2012, pour la première fois depuis 14 ans, une Miss Congo est choisie selon les critères des concours internationaux : le comité d'organisation, aidé par le ministère du Tourisme, de la Conservation de la nature et de l'Environnement vise à ce que désormais les Miss Congo soient présentes dans les compétitions mondiales, comme c'était le cas auparavant.

## Lauréates du titre
| Année     | Miss Congo                  | Région représentée      | Commentaires |
| --------- | --------------------------- | ----------------------- | --- |
| 1968      | Elizabeth Tavares           |                         | |
| 1969      | Jeanne Mokomo               |                         | |
| 1970      | Marie-Josée Basoko          |                         | |
| 1971      | Martine Mualuke             |                         | |
| 1972      | Ombayi Mukuta               |                         | Miss élégance au concours Miss Univers 1972                                                                                |
| 1983      | Bongo Lina                  |                         | |
| 1984      | Chantal Lokange Lwali       |                         | Parmi les 20 finalistes à l'élection de Miss Univers à Miami aux États-Unis                                                |
| 1985      | Benita Kayonga Mureka Tete  |                         | Semifinaliste du concours Miss Monde 1985, 3e au concours Miss Univers 1985 (Reine de beauté d'Afrique, Miss photogénique) |
| 1986      | Aimée Likobe Dobala         |                         | Semifinaliste du concours Miss Univers 1986 à Panama City, République de Panama                                            |
| 1987      | Mesatewa Tuzolana           |                         | |
| 1988      | Sylvie nia malikane Bologna |                         | Parmi les 20 finalistes à l'élection de miss RDC                                                                           |
| 1989      | Lumeka Mulunge              |                         | Participe à des concours et des défilés. Décès en 2022                                                                     |
| 1990-1993 | —                           |                         | treve |
| 1994      | Edith Ngalula-Baluisha      |                         | |
| 2000      | Florence Bandu              |                         | |
| 2004      | Norah Mpela                 |                         | 1re dauphine du concours Miss Fespam 2005                                                                                  |
| 2005      | Nelly Dembo Osongo          |                         | participa au concours Miss Monde 2005                                                                                      |
| 2006      | Diane Mizumi Mwinga         | Katanga                 | Participa au concours Miss Monde 2006                                                                                      |
| 2008      | Christelle Mbila            | Kinshasa                | Participa au concours Miss Monde 2008                                                                                      |
| 2012      | Christelle Mbemi            | Kinshasa                | |
| 2016      | Andrea Moloto               | diaspora Afrique du Sud | a represente la RDC a Miss Monde 2016                                                                                      |
| 2017-2019 | —                           |                         | treve |
| 2020      |                             |                         | annulation du concours en raison de la pandémie de Covid-19 en Afrique                                                     |
| 2021      | TBD                         | TDB                     | Retour officiel du concours via le Facebook officiel de Miss République Démocratique Du Congo                              |

## Annexe